# دهستان دنا
دنا، دهستانی است از توابع بخش مرکزی شهرستان دنا در استان کهگیلویه و بویراحمد ایران.

## جمعیت
براساس سرشماری سال ۱۳۸۵ جمعیت آن ۴٬۹۰۵ نفر (۱٬۱۵۲ خانوار) بوده‌است.